# IPadOS 13
iPadOS 13 là bản phát hành chính đầu tiên của hệ điều hành di động iPadOS do Apple Inc. phát triển cho dòng máy tính bảng iPad của họ. Nó là P phiên bản kế nhiệm của iOS 12, và đã được công bố tại Hội nghị các nhà phát triển toàn cầu (WWDC) năm 2019 của công ty, như một sự phát triển từ iOS, với trọng tâm thiên về đa nhiệm. Nó được phát hành vào ngày 24 tháng 9 năm 2019. Nó đã được tiếp nối bởi iPadOS 14, phát hành vào ngày 16 tháng 9 năm 2020.

## Lịch sử
Chiếc iPad đầu tiên được phát hành vào năm 2010 và chạy iPhone OS 3.2, hỗ trợ thêm hệ điều hành cho thiết bị lớn hơn, trước đây chỉ được sử dụng trên iPhone và iPod Touch. Hệ điều hành chia sẻ này đã được đổi tên thành "iOS" với việc phát hành iOS 4.
Hệ điều hành ban đầu có tính năng tương đương trên iPhone, iPod Touch và iPad, với các biến thể trong giao diện người dùng tùy thuộc vào kích thước màn hình và sự khác biệt nhỏ trong việc lựa chọn ứng dụng đi kèm. Tuy nhiên, theo thời gian, phiên bản iOS dành cho iPad đã kết hợp một loạt các tính năng khác biệt ngày càng tăng, chẳng hạn như ảnh trong ảnh, khả năng hiển thị nhiều ứng dụng đang chạy đồng thời (cả hai đều được giới thiệu với iOS 9 vào năm 2015), kéo và thả, và một dock gần giống với dock trong macOS hơn là dock trên iPhone (được bổ sung vào năm 2017 với iOS 11). Các ứng dụng iPad tiêu chuẩn ngày càng được thiết kế để hỗ trợ việc sử dụng bàn phím tùy chọn.
Để nhấn mạnh bộ tính năng khác nhau có trên iPad và báo hiệu ý định phát triển các nền tảng này theo các hướng khác nhau, tại WWDC 2019, Apple đã thông báo rằng phiên bản iOS chạy trên iPad sẽ được đổi tên thành "iPadOS". Chiến lược đặt tên mới bắt đầu với iPadOS 13.1, vào năm 2019.

## Cập nhật
Các bản phát hành của iPadOS 13 bắt đầu với 13.1; 13.0 chưa bao giờ được phát hành công khai, mặc dù thử nghiệm beta cho iPadOS 13 bắt đầu với nó.
| Phiên bản | Ngày phát hành           | Tài liệu tham khảo | Ghi chú |
| --------- | ------------------------ | ------------------ | --- |
| 13.1      | 24 tháng 9, 2019         | [ 9 ]              | Bản phát hành đầu tiên trên iPad (thế hệ thứ 7)                                                                                                   |
| 13.1.1    | 27 tháng 9, 2019         | [ 10 ]             | |
| 13.1.2    | 30 tháng 9, 2019         | [ 11 ]             | |
| 13.1.3    | 15 tháng 10, 2019        | [ 12 ]             | |
| 13,2      | 28 tháng 10, 2019        | [ 13 ]             | |
| 13.2.2    | Ngày 7 tháng 11 năm 2019 | [ 14 ]             | |
| 13.2.3    | 18 tháng 11, 2019        | [ 15 ]             | |
| 13.3      | 10 tháng 12, 2019        | [ 16 ]             | |
| 13.3.1    | 28 tháng 1, 2020         | [ 17 ]             | |
| 13.4      | Ngày 24 tháng 3 năm 2020 | [ 18 ]             | Thêm hỗ trợ hoàn chỉnh cho chuột và bàn di chuột, trước đây chỉ là tính năng hỗ trợ tiếp cận. Bản phát hành đầu tiên trên iPad Pro (thế hệ thứ 4) |
| 13.4.1    | Ngày 7 tháng 4 năm 2020  | [ 19 ]             | |
| 13,5      | 20 tháng 5, 2020         | [ 20 ]             | |
| 13.5.1    | Ngày 1 tháng 6 năm 2020  | [ 21 ]             | |
| 13,6      | Ngày 15 tháng 7 năm 2020 | [ 22 ]             | |
| 13.6.1    | 12 tháng 8, 2020         | [ 23 ]             | |
| 13.7      | Ngày 1 tháng 9 năm 2020  | [ 24 ]             | Sửa lỗi |

Huyền thoại:       Past       Current       Beta

## Đặc trưng

### Màn hình chính
Không giống như các phiên bản trước của iOS, lưới biểu tượng hiển thị tối đa năm hàng và sáu cột ứng dụng, bất kể thiết bị ở hướng dọc hay ngang. Trang đầu tiên của màn hình chính có thể được chỉnh sửa để hiển thị một cột tiện ích con từ các ứng dụng để dễ dàng truy cập. Spotlight Search không còn là một phần của tiện ích con nhưng vẫn có thể được truy cập bằng cách vuốt xuống từ giữa màn hình chính hoặc nhấn Command + Space trên bàn phím được kết nối.

### Đa nhiệm
iPadOS có hệ thống đa nhiệm với nhiều khả năng hơn so với iOS, với các tính năng như Slide Over và Split View giúp bạn có thể sử dụng đồng thời nhiều ứng dụng khác nhau. Nhấp đúp vào Nút Trang chủ hoặc vuốt lên từ cuối màn hình sẽ hiển thị tất cả các không gian hiện đang hoạt động. Mỗi không gian có thể có một ứng dụng hoặc Chế độ xem phân tách có hai ứng dụng. Người dùng cũng có thể vuốt sang trái hoặc phải trên Chỉ báo chính để di chuyển giữa các khoảng trắng bất kỳ lúc nào hoặc vuốt sang trái / phải bằng bốn ngón tay.
Trong khi sử dụng ứng dụng, vuốt nhẹ lên từ cạnh dưới của màn hình sẽ triệu hồi Dock, nơi các ứng dụng được lưu trữ bên trong có thể được kéo đến các khu vực khác nhau của không gian hiện tại để mở trong Chế độ xem tách hoặc Trượt qua. Kéo một ứng dụng sang cạnh trái hoặc phải của màn hình sẽ tạo ra Chế độ xem phân tách, cho phép cả hai ứng dụng được sử dụng song song. Kích thước của hai ứng dụng trong Chế độ xem phân tách có thể được điều chỉnh bằng cách kéo biểu tượng hình viên thuốc ở trung tâm của dải phân cách dọc và kéo dải phân cách sang một bên của màn hình để đóng ứng dụng tương ứng. Nếu người dùng kéo một ứng dụng từ dock lên trên ứng dụng hiện tại, nó sẽ tạo ra một cửa sổ nổi có tên là Slide Over, cửa sổ này có thể được kéo sang bên trái hoặc bên phải của màn hình. Cửa sổ Slide Over có thể bị ẩn bằng cách vuốt nó ra khỏi cạnh phải của màn hình và vuốt sang trái từ cạnh phải của màn hình sẽ khôi phục nó. Các ứng dụng Trượt qua cũng có thể được xoay vòng giữa các ứng dụng bằng cách vuốt sang trái hoặc phải trên Chỉ báo Trang chủ trong cửa sổ Trượt qua và kéo lên trên đó sẽ mở trình chuyển đổi ứng dụng cho cửa sổ Trượt qua. Biểu tượng hình viên thuốc ở đầu các ứng dụng trong Chế độ xem tách hoặc Trượt qua cho phép chuyển chúng trong Chế độ xem tách và Trượt qua.
Người dùng hiện có thể mở một số phiên bản của một ứng dụng cùng một lúc. Một chế độ mới tương tự như Mission Control của macOS đã được thêm vào, cho phép người dùng xem tất cả các phiên bản của một ứng dụng.
Trong nhiều ứng dụng, một ngoại lệ đáng chú ý là YouTube, video có thể được thu nhỏ thành cửa sổ hình trong ảnh để người dùng có thể tiếp tục xem trong khi sử dụng các ứng dụng khác. Cửa sổ chứa video này có thể được thay đổi kích thước bằng cách chụm và trải rộng và có thể được gắn vào bất kỳ góc nào trong bốn góc của màn hình. Nó cũng có thể được ẩn bằng cách vuốt nó ra khỏi cạnh màn hình và được biểu thị bằng mũi tên ở cạnh nơi video bị ẩn và vuốt nó sẽ đưa video trở lại màn hình.

### Safari
iPadOS Safari hiện hiển thị các phiên bản trang web trên máy tính để bàn theo mặc định, bao gồm trình quản lý tải xuống và có 30 phím tắt mới nếu bàn phím ngoài được kết nối.

### Sidecar
Sidecar cho phép iPad hoạt động như một màn hình thứ hai cho macOS, được đặt tên theo liên quan đến xe máy có khớp nối. Khi sử dụng Sidecar, Apple Pencil có thể được sử dụng để mô phỏng máy tính bảng đồ họa cho các ứng dụng như Photoshop. Tính năng này chỉ được hỗ trợ trên iPad tương thích với Apple Pencil.

### Lưu trữ
Ngoài việc truy cập bộ nhớ cục bộ để sử dụng chung, iPadOS cho phép bộ nhớ ngoài, chẳng hạn như ổ đĩa flash USB, ổ cứng di động và ổ cứng thể rắn được kết nối với iPad thông qua ứng dụng Tệp. IPad Pro (thế hệ thứ 3) kết nối qua USB-C, trong khi Bộ kết nối máy ảnh Lightning có thể được sử dụng với các iPad trước.
Hỗ trợ cho chuột và bàn di chuột đã có sẵn kể từ lần phát hành công khai đầu tiên, mặc dù chỉ là một trợ năng. Hỗ trợ hoàn chỉnh đã được thêm vào trong phiên bản 13.4, bao gồm các cử chỉ cảm ứng đa điểm cho bàn di chuột và cho phép các ứng dụng của bên thứ ba triển khai các tính năng mới hỗ trợ chuột và bàn di chuột.

## Thiết bị hỗ trợ
iPadOS 13 hỗ trợ iPad với chip Apple A8 hoặc A8X trở lên, loại bỏ hỗ trợ cho các thiết bị có chip A7 bao gồm iPad Air thế hệ đầu tiên, iPad Mini 2 và iPad Mini 3. Các thiết bị được iPadOS 13 hỗ trợ bao gồm:
- iPad Air 2
- iPad Air (thế hệ thứ 3)
- iPad (thế hệ thứ 5)
- iPad (thế hệ thứ 6)
- iPad (thế hệ thứ 7)
- iPad Mini 4
- iPad Mini (thế hệ thứ 5)
- Tất cả các kiểu iPad Pro

Nâng cấp lên iPadOS tự động được cung cấp cho các thiết bị được hỗ trợ.